# Henry William Barnard
Pour les articles homonymes, voir Barnard.
Henry William Barnard, né à Westbury en 1798 et mort le 5 juillet 1857 à Delhi, est un officier et peintre britannique.

## Biographie
Il étudie à la Westminster School puis au Collège royal militaire de Sandhurst et entre en 1814 aux Grenadier Guards.
Capitaine (1822), il sert en Inde et au Canada. Il parcourt le Québec en 1837-1838, le Canada et les États-Unis dont il fixe les paysages sur ses toiles. Jules Verne le mentionne sous le nom erroné de Harry Barnard dans son roman La Maison à vapeur (partie 1, chapitre III).

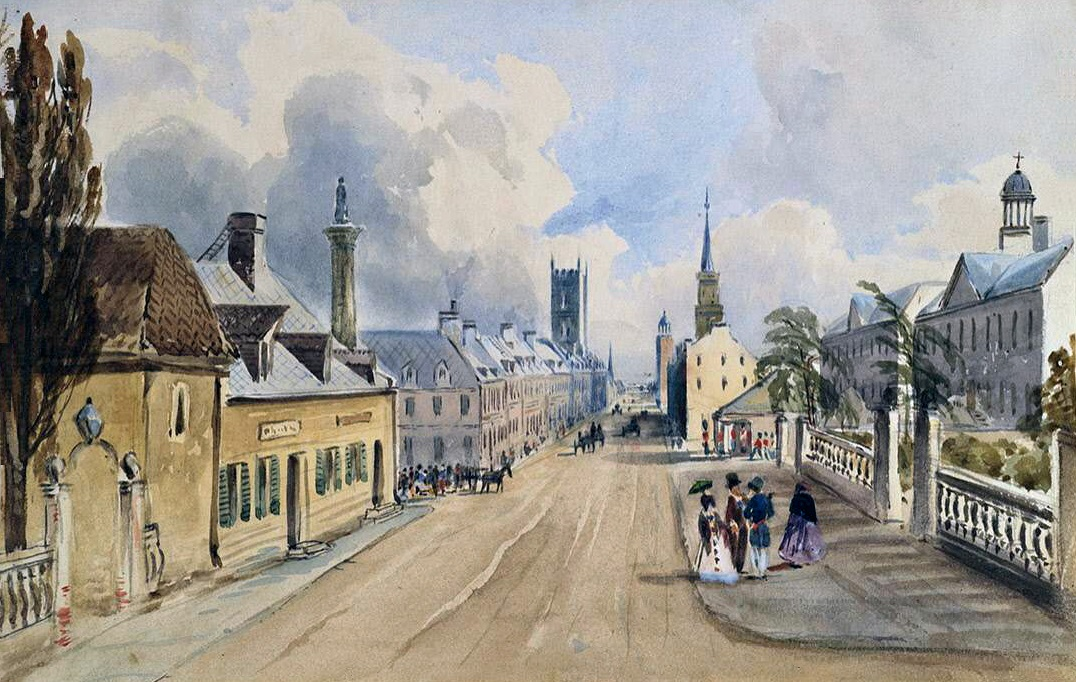
Rue Notre Dame, Montréal, aquarelle, gouache et crayon sur papier, 20,3 × 31,1 cm

Il prend part aux guerres napoléoniennes. Chef des armées en Crimée, il participe au siège de Sébastopol puis, chef des armées au Bengale, assiège en partie Delhi mais meurt du choléra lors de ce siège.